# Robert Moss

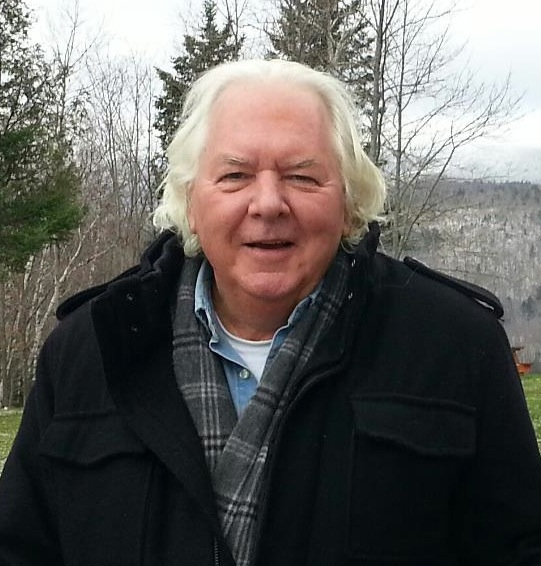
Robert Moss

Robert Moss, född 1946 i Melbourne är en australisk författare bosatt i USA. Han har skrivit ett flertal böcker, mestadels om drömmar och drömtolkningar. Han har också gett ut en drömkurs på CD och en på DVD. Han håller kurser i drömmar och shamanism.